# Shinkiro
Toshiaki Mori, más conocido como Shinkiro (Japonés: 森気楼, Shinkirō) es un ilustrador japonés y artista conceptual que actualmente trabaja para Capcom.
Anteriormente, como ilustrador de SNK estuvo al cargo de diseñar personajes y portadas para juegos de Neo-Geo, incluyendo King of Fighters (desde 1994 a 2000] y Metal Slug, hasta la bancarrota de la compañía en 2000.
Entre sus trabajos para Capcom encontramos los títulos Dino Stalker, Final Fight One, Dead Rising, Resident Evil: Dead Aim, Super Ghouls'n Ghosts R y Bionic Commando Rearmed.
Como ilustrador también ha trabajado en portadas para cómics americanos, como Spider-man Unlimited y Udon´s Street Fighter.
Su técnica de las nuevas tecnologías (Photoshop) proporciona un estilo realista contrario al estilo anime pero reteniendo algunas lecciones importantes de este, especialmente gracias al abuso del color rojo en casi toda su obra.